# Aleid van Kleef

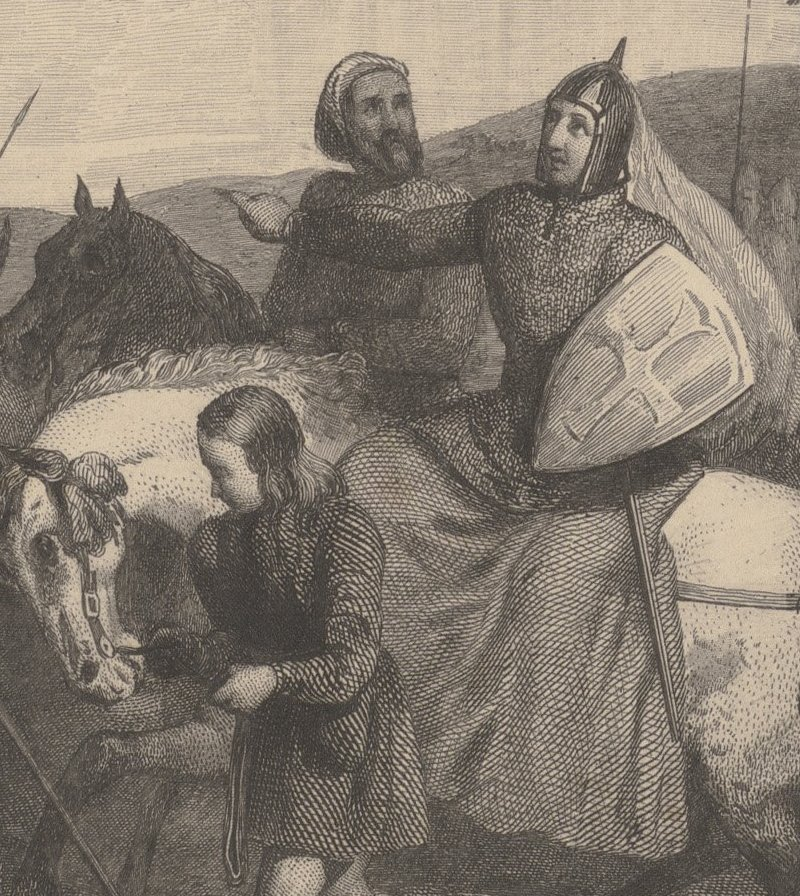
Prent uit 1840 met afbeelding van Aleid van Kleef te paard, op weg naar de West-Friezen in 1195.

Aleid van Kleef (gestorven omstreeks 1237) was gravin van Holland door haar huwelijk in 1186 met graaf Dirk VII. Ze was de eerste die de titel "gravin van Holland" droeg. Uit dit huwelijk zijn drie kinderen geboren, allen dochters, Ada, Aleidis en Petronilla.
Ze was een dochter van graaf Diederik IV van Kleef. Ze had een actieve rol in de grafelijke politiek. Zo was ze als  bevelhebber met een grafelijk leger in Egmond, terwijl haar man in Zeeland een andere oorlog moest uitvechten.